# الطريق الوطني رقم 3 (الجزائر)
الطريق الوطني رقم 3 هو طريق وطني في الجزائر يربط بين كل من ولاية سكيكدة و ولاية إليزي، يبلغ الطول الإجمالي للطريق 2102 كم

## تاريخ
تم بنائه في عام 1864.

## مسار
مسارالطريق يمر بعدة مدن أهمها  حسب الترتيب
- سكيكدة : 0 كم
- الحروش 32 كم
- قسنطينة : 82 كم
- عين مليلة :132 كم
- باتنة : 200 كم
- عين التوتة 266 كم
- بسكرة352 كم
- المغير : 472 كم
- جامعة : 519 كم
- تقرت : 568 كم
- حاسي مسعود 742 كم
- حاسي بوالقبور (عين أميناس): 1 098 كم
- عين أميناس : 1 472 كم
- إليزي : 1 715 كم
- برج الحواس : 1 985 كم
- جانت : 2 120 كم

يمر بالولايات التالية:
- ولاية سكيكدة
- ولاية قسنطينة
- ولاية أم البواقي
- ولاية باتنة
- ولاية بسكرة
- ولاية المغير
- ولاية توقرت
- ولاية ورقلة
- ولاية إليزي
- ولاية جانت

## إزوداجية الطريق
الطريق مزودج في المقاطع التالية:
- من المنطقة الصناعية ديدوش مراد إلى مففترفق الطرق المؤدي إلى الطريق الوطني رقم 27 (الجزائر)
- من محطة القطار سيدي مبروك بقسمطينة  إلى أولاد رحمون
- حدود ولايتي قسنطينة-أم البواقي إلى القنطرة بولاية بسكرة ما عدا المقطع الذي يجتاز عين مليلة، على مسافة 138 كم
- من جنوب القنطرة الى غاية 16 كلم جنوب بسكرة
- من مدخل ولاية المغير شمالا الى المغير
- من مدخل ولاية توقرت شمالا إلى مفترق الطرق 16 جنوب الحجيرة الجديدة  المؤدي إلى حاسي مسعود .

## معرض صور

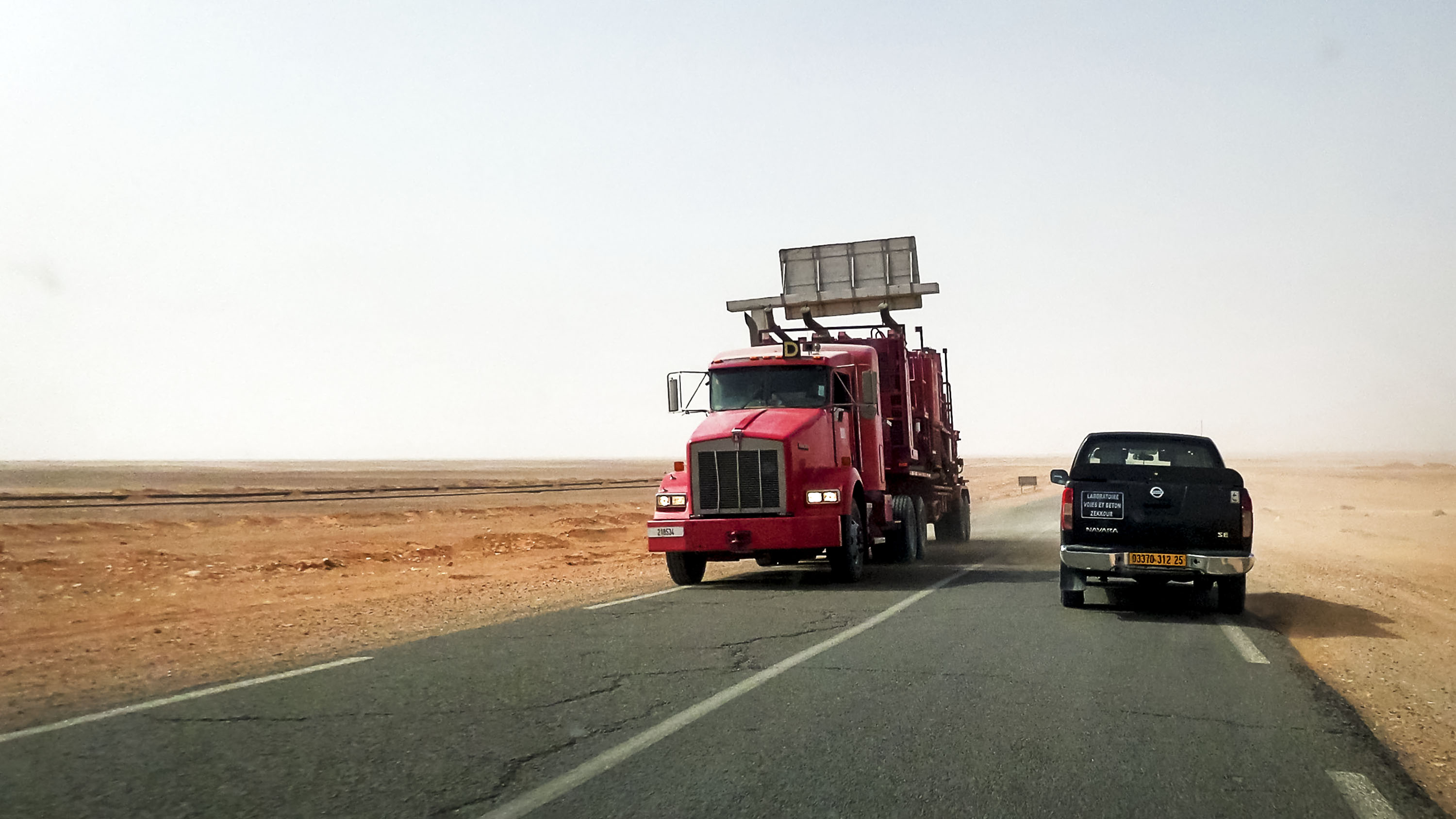
الطريق الوطني رقم  3 بالقرب من عين أمناس
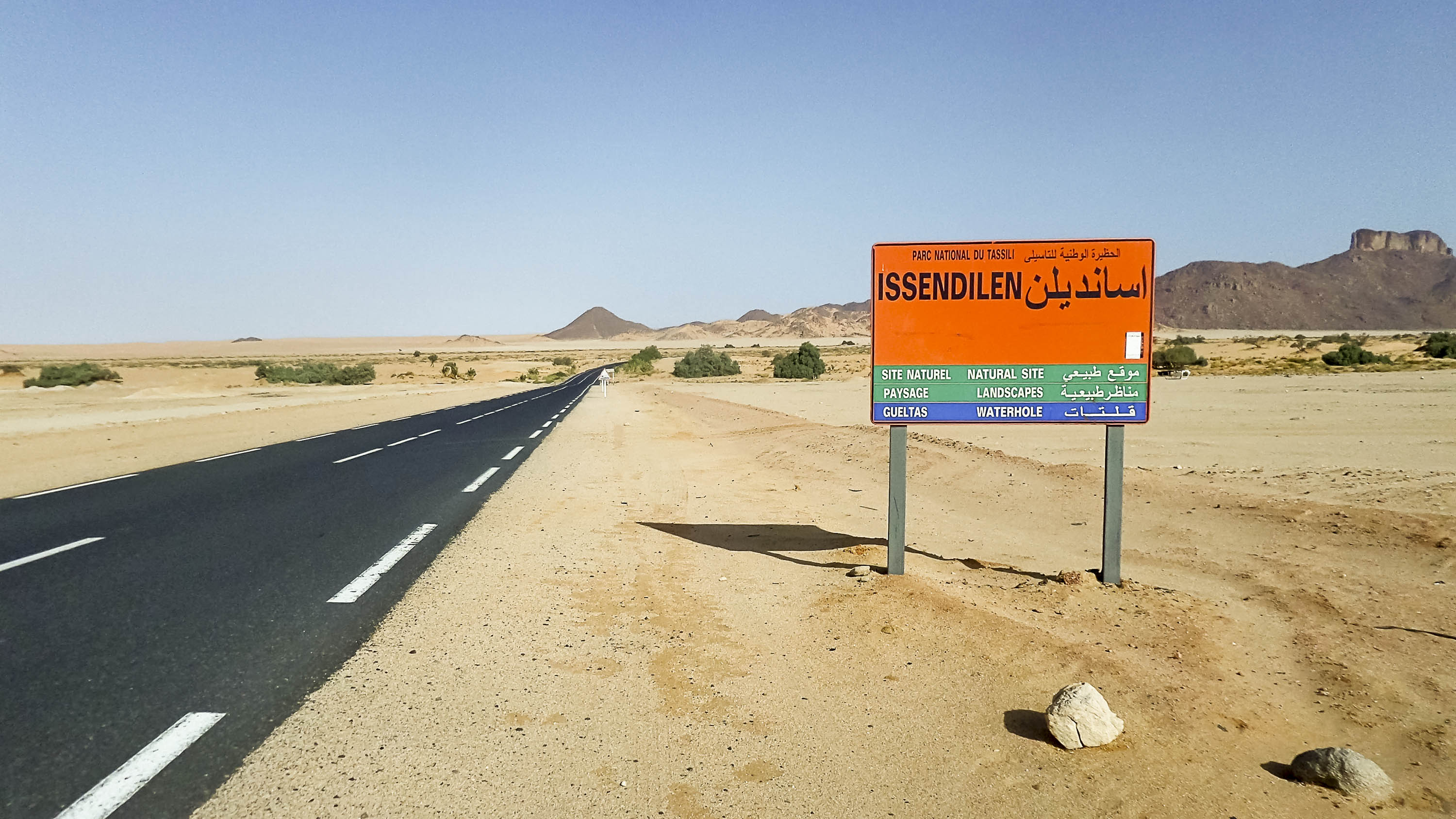
واد اسنديلن
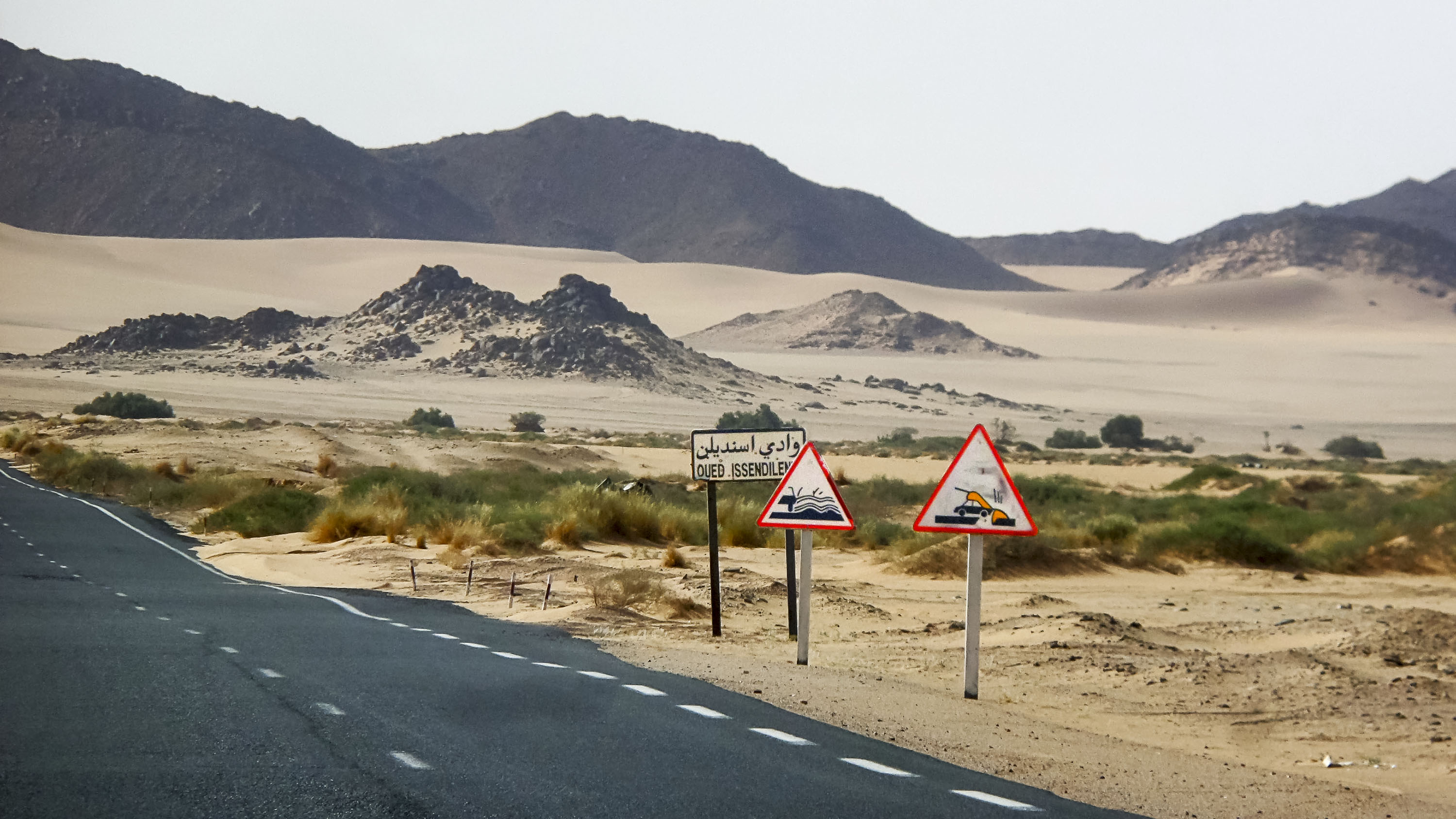
واد اسنديلن
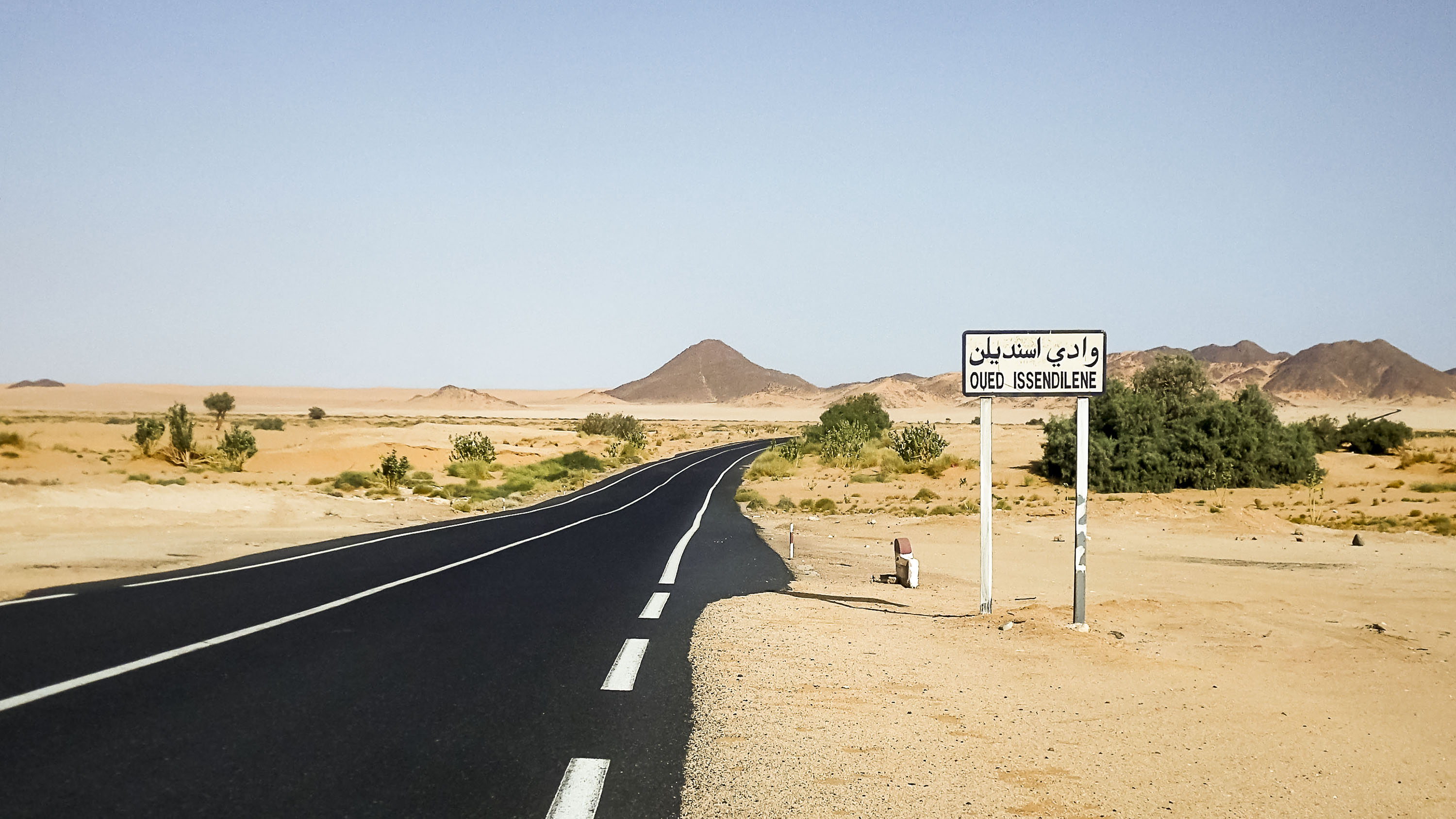
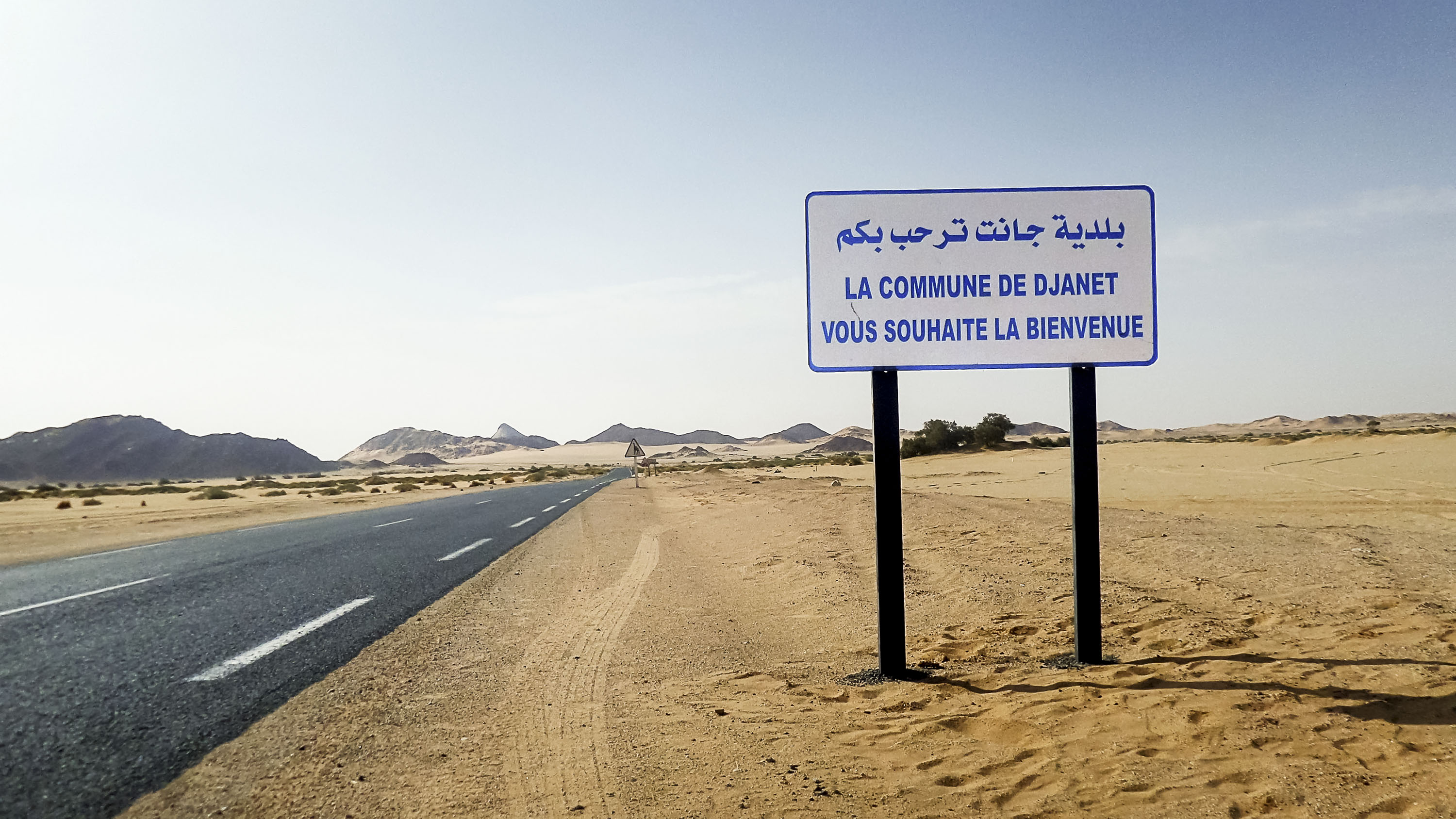
مدخل جانت
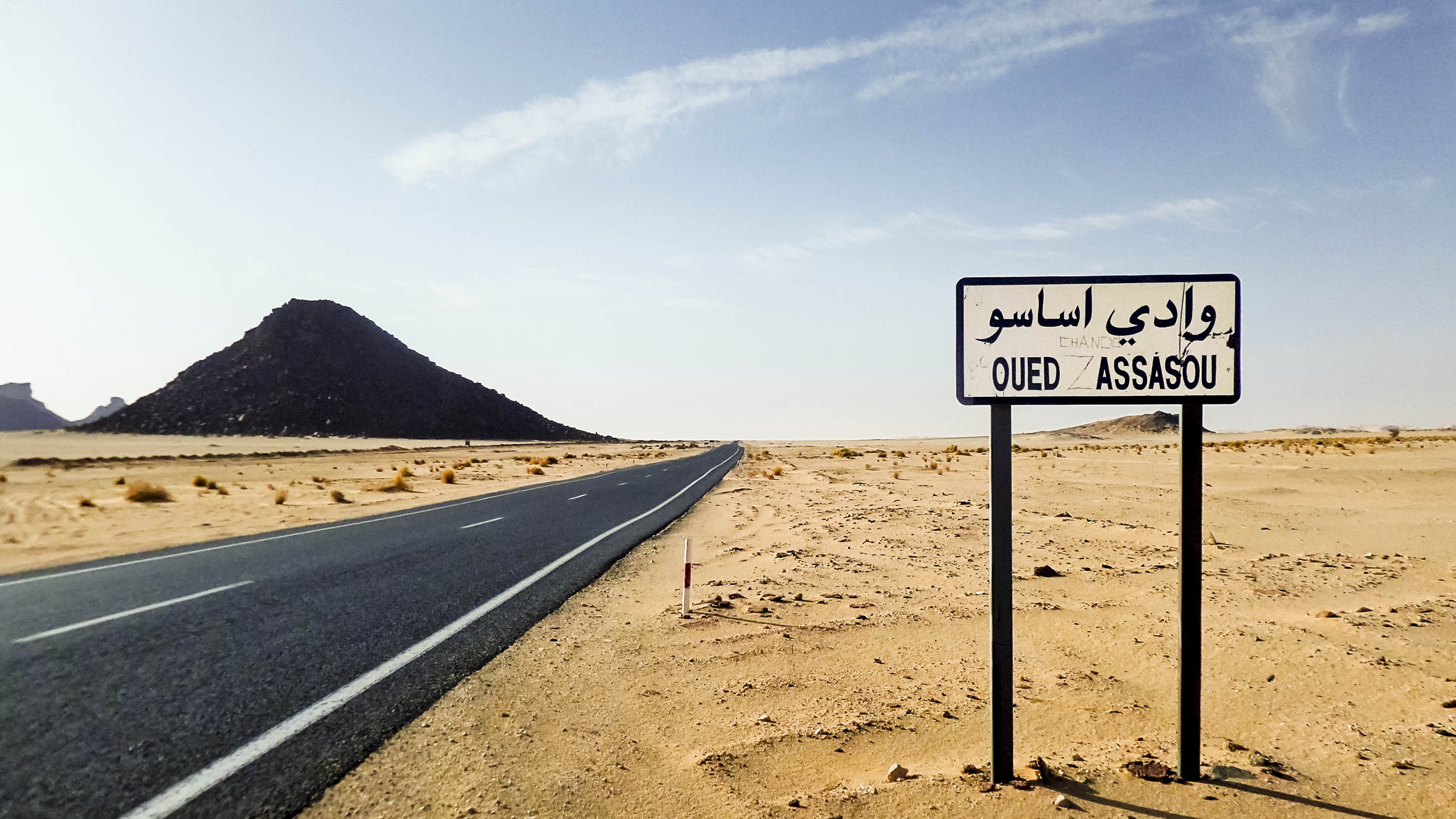